# Aristolochia delavayi
Aristolochia delavayi là một loài thực vật thuộc họ Aristolochiaceae. Đây là loài đặc hữu của Trung Quốc.